# Chiesa di Santa Sofia dei Tavernieri
La chiesa di Santa Sofia dei Tavernieri è un edificio di culto situato nel centro storico di Palermo. È ubicata nella borgata storica tra la Vucciria e il Palazzo della Borsa, nelle immediate adiacenze del Cassaro.

## Culto di Santa Sofia
- Il culto di Santa Sofia assieme a quello di San Carlo Borromeo è introdotto a Palermo dai commercianti, negozianti d'origini lombarde. I festeggiamenti si celebravano la prima domenica di ottobre.[1]

## Storia
La Congregazione di Santa Sofia dei Tavernieri di origine lombarda è già esistente nel 1545. Risale a questo periodo la supplica fatta dalla corporazione al Senato Palermitano per la costruzione della cappella dedicata a Santa Sofia.
- In precedenza la congregazione è ospitata nella Chiesa del Santissimo Crocifisso all'Albergheria.[1] I rettori della congregazione iniziano le pratiche per la costruzione della chiesa, a tale scopo i consiglieri acquistano un magazzino presso la piazza della Fontana del Garraffo.

La data di costruzione della Chiesa si attesta tra il 1589 ed il 1590. Nel 1606 i Tavernieri, constatato l'aumento del numero degli aderenti all'associazione, acquistano alcune case attigue alla chiesa costruita ed ampliano la fabbrica.
Nel 1925 presso la chiesa di Santa Sofia si costituisce la Confraternita di Maria Santissima Addolorata degli Invalidi e Mutilati di Guerra che vi resta fino allo scioglimento della confraternita titolare avvenuta nel 1939.
Incuria, abbandono e una parziale demolizione oggi lasciano posto a pochi ruderi perimetrali per i quali s'invoca un dignitoso recupero.

## Congregazione di Santa Sofia dei Tavernieri
- La Congregazione di Santa Sofia dei Tavernieri era costituita dai gestori di esercizi commerciali operanti a Palermo, d'origini milanesi, più genericamente lombarde.

## Confraternita di Maria Santissima Addolorata degli Invalidi e Mutilati di Guerra
- 1925, Confraternita di Maria Santissima Addolorata degli Invalidi e Mutilati di Guerra costituzione dell'associazione. Oggi tale confraternita ha sede presso la Chiesa di San Matteo al Cassaro ed ha sollecitato più volte l'avvio del recupero della chiesa al Fondo Edifici di Culto.